# Poppy Delevingne
Poppy Angela Delevingne (Londres, Inglaterra, 3 de mayo de 1986) es una modelo y actriz británica.

## Biografía

### Familia
Delevingne es una de las tres hijas de Charles Hamar Delevingne y Pandora Anne Delevingne (nacida Stevens). Creció en una mansión en Belgravia, un barrio de Londres, y asistió a la Bedales School. Es la hermana mayor de la también modelo y actriz Cara Delevingne.
Delevingne es la musa y buena amiga del diseñador Matthew Williamson, y anteriormente compartió piso con la actriz Sienna Miller.
Su familia tiene lazos estrechos con la aristocracia y la Familia Real Británica.

### Carrera
Delevingne fue descubierta por la fundadora de Storm Model Management, Sarah Doukas, en 2008.
Ha modelado para marcas como Shiatzy Chen, Laura Ashley, Anya Hindmarch, Alberta Ferretti, y Burberry, y ha desfilado para Julien Macdonald y Giles Deacon, habiendo trabajado con fotógrafos como Terry Richardson. Llamó la atención del diseñador Marc Jacobs, volviéndose el rostro de la colección verano 2012 de Louis Vuitton. Delevingne ha aparecido en las portadas de Vogue (Turquía), Harper's Bazaar (Corea), Elle (México, Ucrania, Corea, Noruega) y Love.
Delevingne es embajadora del British Fashion Council y de Chanel, habiendo servido como partavoz de Jo Malone London.
En 2017, Delevingne hizo el papel de Clara Von Gluckfberg en Kingsman: The Golden Circle, y de Adrianna Colonna en The Aspern Papers, dirigida por Julien Landais.

## Vida personal
En octubre de 2012, Delevingne se comprometió con James Cook, un exmodelo. Se casaron en mayo de 2014. En 2022 se divorciaron.
A inicios de 2023 comenzó una relación con el aristócrata Archie Keswick. En enero de 2025 anunciaron que estaban esperando su primer hijo. Su hija, Kaia Moon, nació el 20 de mayo de 2025.

## Filmografía

### Cine
| Año  | Título                           | Rol                                   | Notas        |
| ---- | -------------------------------- | ------------------------------------- | ------------ |
| 2009 | The Boat That Rocked             | Modelo                                |              |
| 2009 | Perfect                          | Liberty                               | Cortometraje |
| 2014 | She's Funny That Way             | Ayudante de Macy                      |              |
| 2016 | Absolutely Fabulous: The Movie   | Asistente al Fashion Show / Huki Muki |              |
| 2016 | Elvis & Nixon                    | Azafata #4                            |              |
| 2017 | King Arthur: Legend of the Sword | Igraine                               |              |
| 2017 | Kingsman: The Golden Circle      | Clara                                 |              |
| 2018 | The Aspern Papers                | Signora Colonna                       |              |

### Televisión
| Año  | Título             | Rol                  | Notas                                       |
| ---- | ------------------ | -------------------- | ------------------------------------------- |
| 2015 | I Live with Models | Sophie               | Episodio: "The Suit"                        |
| 2015 | The Royals         | Tiara                | Episodio: "We Are Pictures, or Mere Beasts" |
| 2018 | Genius             | Marie-Thérèse Walter | Segunda temporada 5 episodios               |
| 2019 | Riviera            | Daphne Eltham        | Segunda temporada 9 episodios               |

### Videos musicales
| Año  | Título           | Artista  | Papel               | Ref.   |
| ---- | ---------------- | -------- | ------------------- | ------ |
| 2004 | "Sunday Morning" | Maroon 5 | Cantante de karaoke | [ 25 ] |